# Kalciumvätefosfat
Kalciumvätefosfat, även kallat dikalciumfosfat, är ett salt av kalcium och fosforsyra med formeln CaHPO4. Det förekommer naturligt i mineralerna monetit och brushit.

## Framställning
Kemiskt ren kalciumvätefosfat framställs genom att låta fosforsyra (H3PO4) angripa kalciumhydroxid (släckt kalk – Ca(OH)2).
{\displaystyle {\rm {Ca(OH)_{2}+H_{3}PO_{4}\rightarrow CaHPO_{4}+2\ H_{2}O}}}

## Användning
Kalciumvätefosfat används som surhetsreglerande medel och kosttillskott för att tillföra kalcium. Det förekommer i exempelvis frukostflingor, nudlar mjöl och djurfoder, och har E-nummer 341b.